# Sphagnum pylaesii
Sphaigne de la Pylaie
Espèce
Sphagnum pylaesii, la sphaigne de la Pylaie est une mousse de couleur rougeâtre se développant en milieu humide de manière permanente.

## Présentation
La sphaigne de la Pylaie pousse dans des marais tourbeux, des landes humides. Sa couleur généralement rougeâtre peut varier du brun foncé au vert olive.
Son aire d'extension géographique est limitée : côte est des États-Unis, nord-ouest de l'Espagne (Galice surtout), Bretagne.
Son habitat est menacé par l'assèchement de nombreux milieux humides réalisés par l'homme ces dernières décennies, d'où l'importance des politiques de préservation de ces milieux qui est progressivement mise en place.

## L'exemple des "Landes du Cragou et du Vergam"[2]en Bretagne
Le département du Finistère a acheté progressivement la majeure partie des 343 hectares de terres de cet espace de landes et tourbières situé au cœur des Monts d'Arrée, dont il a confié la gestion à l'Association "Bretagne vivante".
La sphaigne de la Pylaie fait partie des plantes préservées dans cet espace naturel grâce à ces mesures de protection.